# Фильтрация электронной почты
Фильтрация электронной почты — обработка писем e-mail для организации их в соответствии с определёнными критериями. Как правило, это означает автоматическую обработку входящих сообщений, но применимо также к ручной обработке (вдобавок к искусственному интеллекту автоматических фильтров), а также к обработке исходящей корреспонденции.
Программное обеспечение фильтрации принимает e-mail сообщение для обработки. Затем сообщение может быть доставлено в неизменённом виде в почтовый ящик пользователя, перенаправлено для доставки куда-нибудь или даже уничтожено. Некоторые почтовые фильтры также могут редактировать сообщение в процессе обработки.
Основное назначение почтовых фильтров состоит в удалении спама и вирусов. Менее распространённый вариант использования — проверка исходящих сообщений в некоторых компаниях для проверки того, что работники соблюдают соответствующие законы и правила. Почтовые фильтры могут применяться также для выделения назначения сообщениям приоритетов и сортировки их по папкам.